# 莎拉和欧内斯特·巴特勒音乐学院
莎拉和欧内斯特·巴特勒音乐学院位于德克萨斯大学奥斯汀分校东侧。
莎拉和欧内斯特·巴特勒音乐学院是全国排名前3%的音乐学院。全院共有750俞名学生和100名教职员工。
该学院建院于1914年，它的研究生院也于1924年开课。 在1938年，本学院只有9名员工。在斯拉·威廉·多蒂博士的带领下，该学院提供了一级学科博士学位。